# São José (Santa Maria)
São José est un quartier de la ville brésilienne de Santa Maria, au Rio Grande do Sul. Il est situé dans le district de Sede.

## Sous-quartiers
Le quartier possède les ensembles (vilas) suivants : Jardim Lindóia, Loteamento Barroso, Parque do Sol, São José, Vila Farroupilha, Vila Figueira, Vila Sarandi, Vila Sargento Dornelles.

## Galerie

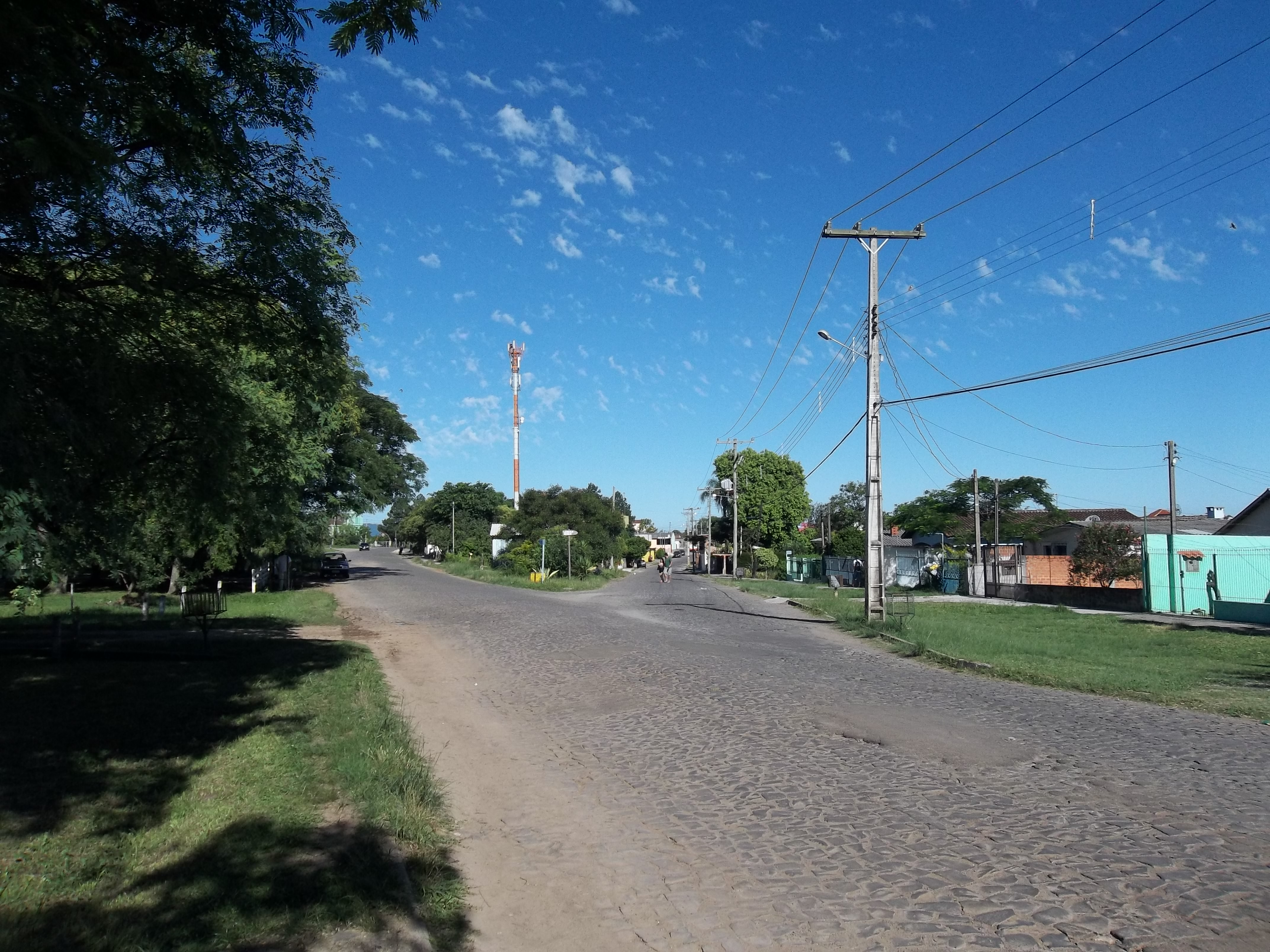
Un aspect du quartier.
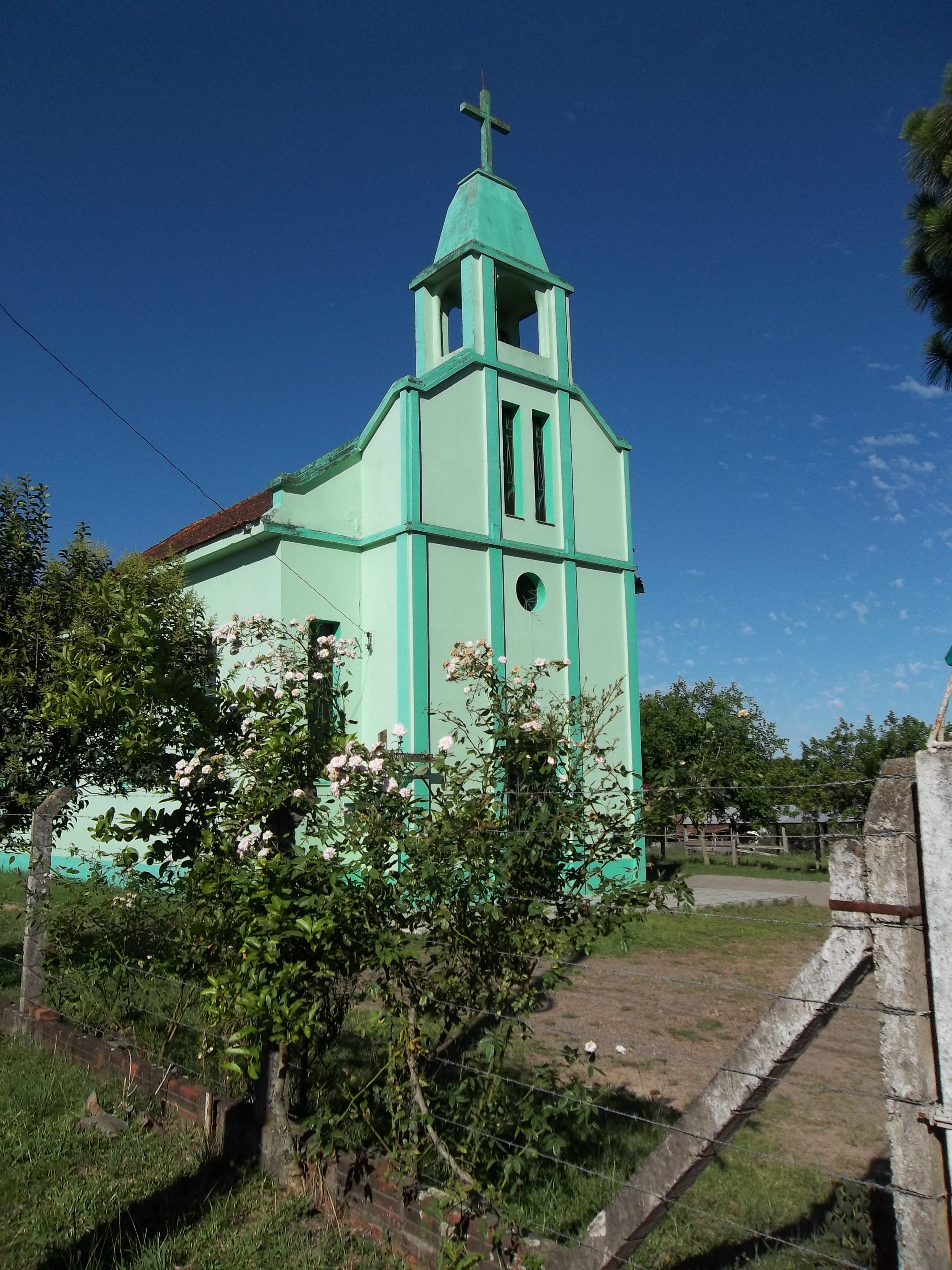
Église São José.
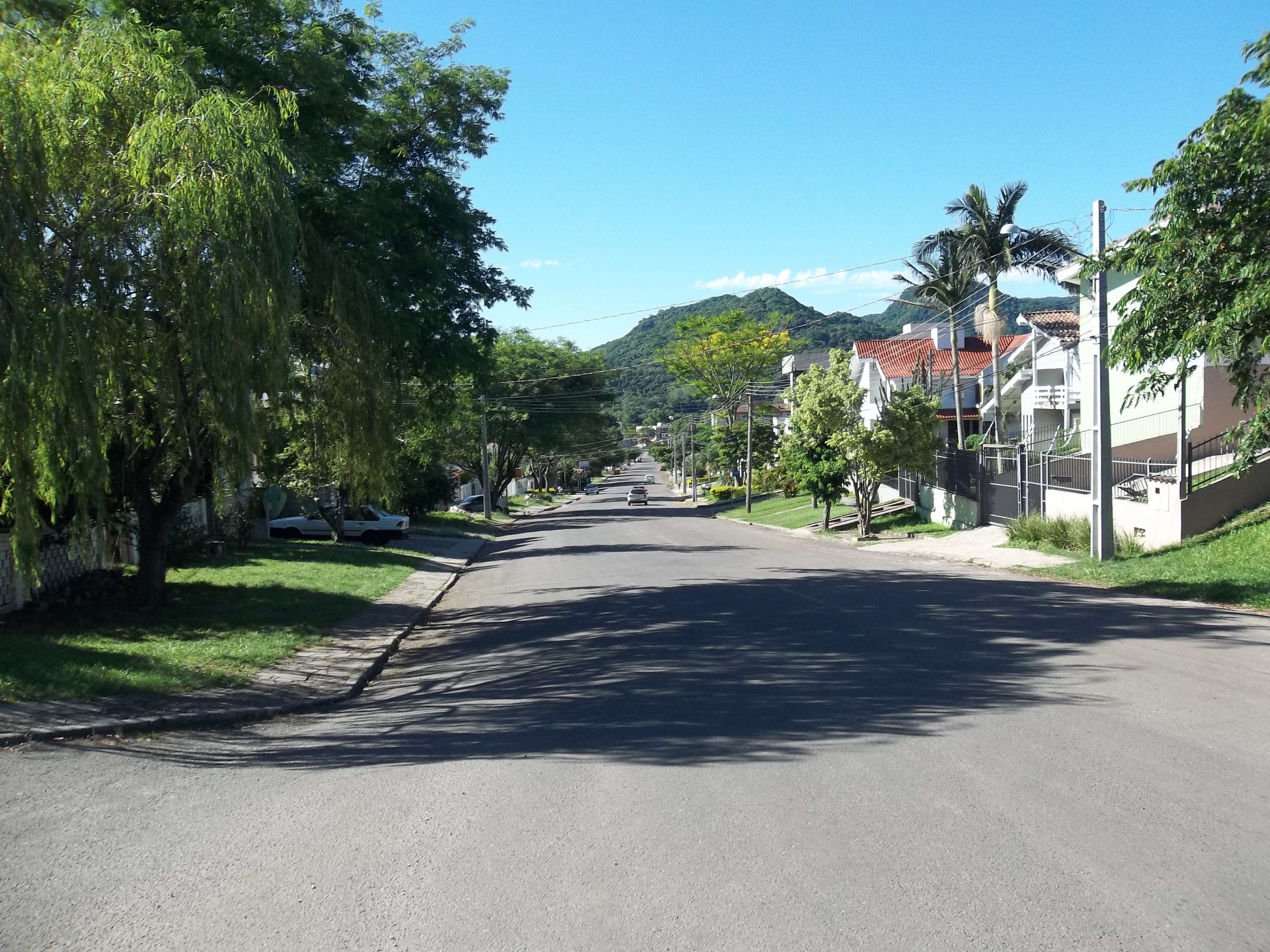
Rue Antônio Botega.
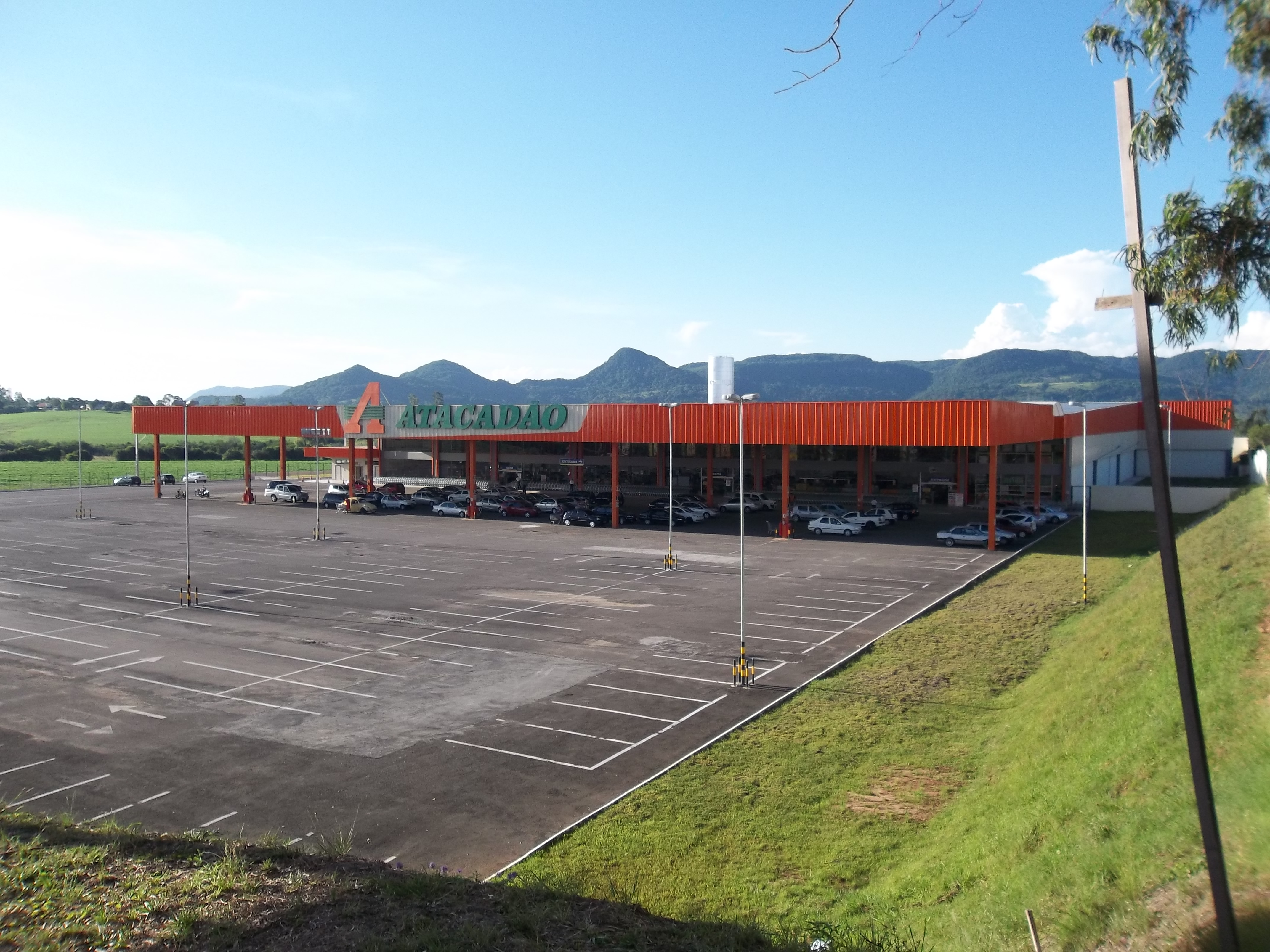
Supermarché Atacadão.